# Bénigne Poissenot
Bénigne Poissenot (* 1558 in Genevrières, Département Haute-Marne; † im 16. oder 17. Jahrhundert) war ein französischer Schriftsteller.

## Leben und Werk
Über Poissenot ist biografisch nur bekannt, was er selbst über sich sagt. Er publizierte 1583 die realistische Novellensammlung L’Esté (Der Sommer), die von Jacques Yvers Le Printemps (Der Frühling) inspiriert war, sowie 1586 die Sammlung Les nouvelles histoires tragiques, der ähnliche Texte von Pierre Boaistuau, François de Belleforest und Vérité Habanc (1585) vorausgegangen waren. Beide Titel liegen in modernen wissenschaftlichen Ausgaben vor.

## Werke
- L’Esté 1583, kritisch hrsg. von Gabriel-André Pérouse, Michel Simonin und Denis Baril, Droz, 1987.
- Nouvelles Histoires tragiques, 1586, hrsg. von  Jean-Claude Arnould und Richard A. Carr, Genf, Droz, 1996.

### Handbuchliteratur
- Robert Horville, Le XVIe Siècle 1494-1598, in: Histoire de la littérature française, hrsg. von Henri Mitterand, Paris 1988, S. 125–234 (hier: S. 221).
- Michel Simonin, « Poissenot, Bénigne », in: Dictionnaire des écrivains de langue française, hrsg. von Jean-Pierre Beaumarchais, Daniel Couty und Alain Rey, Paris, Larousse, 2001, S. 1403–1404.